# Heterotrofizm
Heterotrofizm, cudzożywność (gr. héteros – inny. różny + gr. trophikós – odżywczy) – jeden z dwóch podstawowych (obok autotrofizmu) sposobów odżywiania się organizmów. Heterotrofy (organizmy cudzożywne) odżywiają się związkami organicznymi.
Ten sposób odżywiania dotyczy:
- większości bakterii,
- grzybów,
- śluzowców,
- niektórych roślin,
- zwierząt.